# Joseph Tyrode
Joseph Tyrode, né le 24 décembre 1943 à Mouthier (Doubs) et mort le 22 février 2019 à Montbéliard (Doubs), est un homme politique français.

## Anciens mandats
- Député de la 4e circonscription du Doubs (5 juillet 1997-18 juin 2002)

- Conseiller général du canton de Valentigney (1994-2001)

- Vice-président, responsable du Pôle Organisation et Ressources puis de la communication (avril 2008-avril 2014)

- Maire (juillet 1987-avril 2014)